# Bulbophyllum shepherdii
Bulbophyllum shepherdii är en orkidéart som först beskrevs av Ferdinand von Mueller, och fick sitt nu gällande namn av Heinrich Gustav Reichenbach. Bulbophyllum shepherdii ingår i släktet Bulbophyllum och familjen orkidéer. Inga underarter finns listade i Catalogue of Life.